# Гра на виживання
Ігри на виживання — різновид динамічних ігор двох гравців. В таких іграх в кожний момент часу, гравці мають відповідно ресурсами r та R-r (0 < r < R) і грають в матричну гру.
Виграші, які отримуються в цій грі, додаються в наступний момент часу до тих ресурсів гравців, з якими вони вступають в гру.
Гра закінчується коли вичерпуються всі ресурси одного із гравців, причому переможець отримує одиницю виграшу.